# Words & Music, May 1965
Words & Music, May 1965 je kompilační album amerického hudebníka Lou Reeda, vydané v říjnu 2022 společností Light in the Attic Records. Produkovali jej Hal Willner, hudebnice Laurie Anderson (vdova po Reedovi), Don Fleming, Jason Stern a Matt Sullivan.
Převážnou část alba – celkem jedenáct nahrávek – tvoří dema z května 1965. Tyto jsou nejranějšími nahrávkami písní Reedovy kapely The Velvet Underground (nahrávky z července téhož roku vyšly již v roce 1995 na kompilaci Peel Slowly and See). Ve většině z nich hraje či zpívá i další člen této kapely, John Cale. V písni „Wrap Your Troubles in Dreams“ má Cale na starosti hlavní zpěv. Dvě písně („I'm Waiting for the Man“ a „Heroin“) později ve značně upravených verzích vyšly na prvním albu skupiny, The Velvet Underground & Nico (1967), píseň „Wrap Your Troubles in Dreams“ vyšla na sólovém albu zpěvačky Nico s názvem Chelsea Girl (1967). Píseň „Pale Blue Eyes“ vyšla na třetím albu kapely The Velvet Underground (1969), které nahrála již bez účasti Johna Calea.
Reed před každou z těchto písní uvádí své autorství a záznam si dne 11. května 1965 s notářsky ověřeným podpisem poslal poštou jako „potvrzení autorských práv pro chudé“. Nerozbalený balíček byl nalezen v Reedově kanceláři po jeho smrti.
Dále kompilace obsahuje nahrávku písně „Gee Whiz“ z roku 1958, kdy bylo Reedovi 16 let, a pět domácích nahrávek z roku 1963 nebo 1964, z toho dvě autorské, dva tradicionály v Reedově aranžmá a jednu coververzi písně od Boba Dylana.

## Seznam skladeb
| Pořadí         | Název                                        | Autor                         | Nahráno        | Délka |
| -------------- | -------------------------------------------- | ----------------------------- | -------------- | ----- |
| 1.             | I'm Waiting for the Man                      | Lou Reed                      | květen 1965    | 4:43  |
| 2.             | Men of Good Fortune                          | Lou Reed                      | květen 1965    | 4:37  |
| 3.             | Heroin                                       | Lou Reed                      | květen 1965    | 3:55  |
| 4.             | Too Late                                     | Lou Reed                      | květen 1965    | 3:12  |
| 5.             | Buttercup Song                               | Lou Reed                      | květen 1965    | 4:40  |
| 6.             | Walk Alone                                   | Lou Reed                      | květen 1965    | 2:56  |
| 7.             | Buzz Buzz Buzz                               | Lou Reed                      | květen 1965    | 2:50  |
| 8.             | Pale Blue Eyes                               | Lou Reed                      | květen 1965    | 5:02  |
| 9.             | Stockpile                                    | Lou Reed                      | květen 1965    | 2:35  |
| 10.            | Wrap Your Troubles in Dreams                 | Lou Reed                      | květen 1965    | 8:14  |
| 11.            | I'm Waiting for the Man (alternativní verze) | Lou Reed                      | květen 1965    | 2:06  |
| 12.            | Gee Whiz                                     | Lou Reed                      | 1958           | 1:50  |
| 13.            | Baby, Let Me Follow You Down                 | tradicionál, aranžmá Lou Reed | 1963/64        | 1:42  |
| 14.            | Michael, Row the Boat Ashore                 | tradicionál, aranžmá Lou Reed | 1963/64        | 1:25  |
| 15.            | Don't Think Twice, It's All Right (část)     | Bob Dylan                     | 1963/64        | 1:12  |
| 16.            | W & X, Y, Z Blues                            | Lou Reed                      | 1963/64        | 1:19  |
| 17.            | Lou's 12-Bar Instrumental                    | Lou Reed                      | 1963/64        | 0:32  |
| Celková délka: | Celková délka:                               | Celková délka:                | Celková délka: | 52:50 |

## Obsazení

### Hudebníci
- Lou Reed – zpěv, akustická kytara, harmonika
- John Cale – zpěv, další

### Ostatní
V bookletu jsou uvedeny následující osoby:
- Laurie Anderson, Don Fleming, Jason Stern, Matt Sullivan a Hal Willner – produkce
- Matt Sullivan a Josh Wright – vedoucí producent (pro Light in the Attic)
- Patrick McCarthy a Ryan Wilson – projektová asistence
- Masaki Koike (Phyx Design) – výtvarná podoba a design nosiče
- John Baldwin – mastering
- Drew Carroll – masteringová asistence
- Ed McEntee, Steve Rosenthal a Alex Slohm – převod pásků
- Don Fleming, Greil Marcus a Jason Stern – texty v bookletu
- Jim Cass, Don Fleming, Lydia Hyslop a Jason Stern – přepis textů
- Lydia Hyslop – proofreading
- John Cale, Rob Santos, Nita Scott, Merrill Weiner a rodina – speciální poděkování

Věnováno Halu Willnerovi.